# Alfred Edmund Brehm
Pour les articles homonymes, voir Brehm.
Alfred Edmund Brehm est un zoologue et écrivain allemand né le 2 février 1829 à Unterrenthendorf (aujourd’hui Renthendorf, près de Neustadt an der Orla), et décédé le 11 novembre 1884  à Renthendorf. À travers son livre Brehms Tierleben (La Vie animale selon Brehm), son nom devient synonyme de vulgarisation scientifique de la littérature zoologique.

## Biographie
Alfred Brehm (surnommé Chalihl Effendi), fils du pasteur Christian Ludwig Brehm (1787-1864) et de sa seconde femme Bertha, grandit dans le village d’Unterrenthendorf, en Thuringe. Son père s’est fait connaître des experts en tant qu’ornithologue grâce à ses publications et à une vaste collection d’oiseaux empaillés. Il accumule dans sa maison plus de 9 000 spécimens, donnant un aperçu du monde des oiseaux en Europe. Les recherches de son père suscitent très tôt l’intérêt d’Alfred pour la zoologie, mais ce dernier souhaite devenir architecte.
Au printemps 1844, Alfred Brehm entre en apprentissage chez un maître d’ouvrage à Altenbourg. Il apprend jusqu’en 1846 la maçonnerie et sort diplômé de l’École d'art et d'artisanat d'Altenbourg. Il se rend à Dresde fin 1846 afin d’y étudier l’architecture, mais abandonne ses études après deux semestres, car le baron Johann Wilhelm von Müller (1824-1866), ornithologue alors célèbre, recherche quelqu’un pour l’accompagner dans une expédition en Afrique. Le 31 mai 1847, il part en tant que secrétaire et assistant du baron pour une expédition de cinq ans qui l’emmène en Égypte, au Soudan et sur la péninsule du Sinaï. L’apport scientifique de cette expédition fut si important que Brehm devint, à l’âge de seulement 20 ans, membre de la Leopoldina.
Après son retour en 1853, Brehm commence des études de sciences naturelles à l’université d'Iéna. Tout comme son frère Reinhold, il devient un membre actif de l’association étudiante Corps Saxonia Jena. En raison de son voyage scientifique à travers l’Afrique du Nord, il reçoit de ses camarades membres le surnom respectueux de Pharao. Il obtient son doctorat en 1855 après seulement quatre semestres d’études. En 1856, il réalise avec son frère un voyage de deux ans en Espagne. Il s’installe ensuite à Leipzig comme écrivain indépendant et rédige de nombreux textes de vulgarisation scientifique pour le célèbre Die Gartenlaube et d’autres revues. Il entreprend entre-temps en 1860 une expédition en Norvège et en Laponie.
En mai 1861, Brehm épouse sa cousine Mathilde Reiz, avec laquelle il aura cinq enfants. Mais sa soif de voyage le conduit bientôt à repartir, et en 1862, il accepte une invitation du duc Ernest II de Saxe-Cobourg et Gotha (1818-1893), qui lui propose de l’accompagner lors d’un voyage en Abyssinie (actuelle Éthiopie). Par la suite, il se rend encore plusieurs fois en Afrique, ainsi qu’en Scandinavie et en Sibérie. Au cours des années 1878-1879, il entreprend deux voyages en Hongrie et en Espagne à la suite de l’invitation du prince héritier Rodolphe d'Autriche (1858-1889), amateur d’ornithologie et qui conservera des relations amicales avec Brehm jusqu’à sa mort.

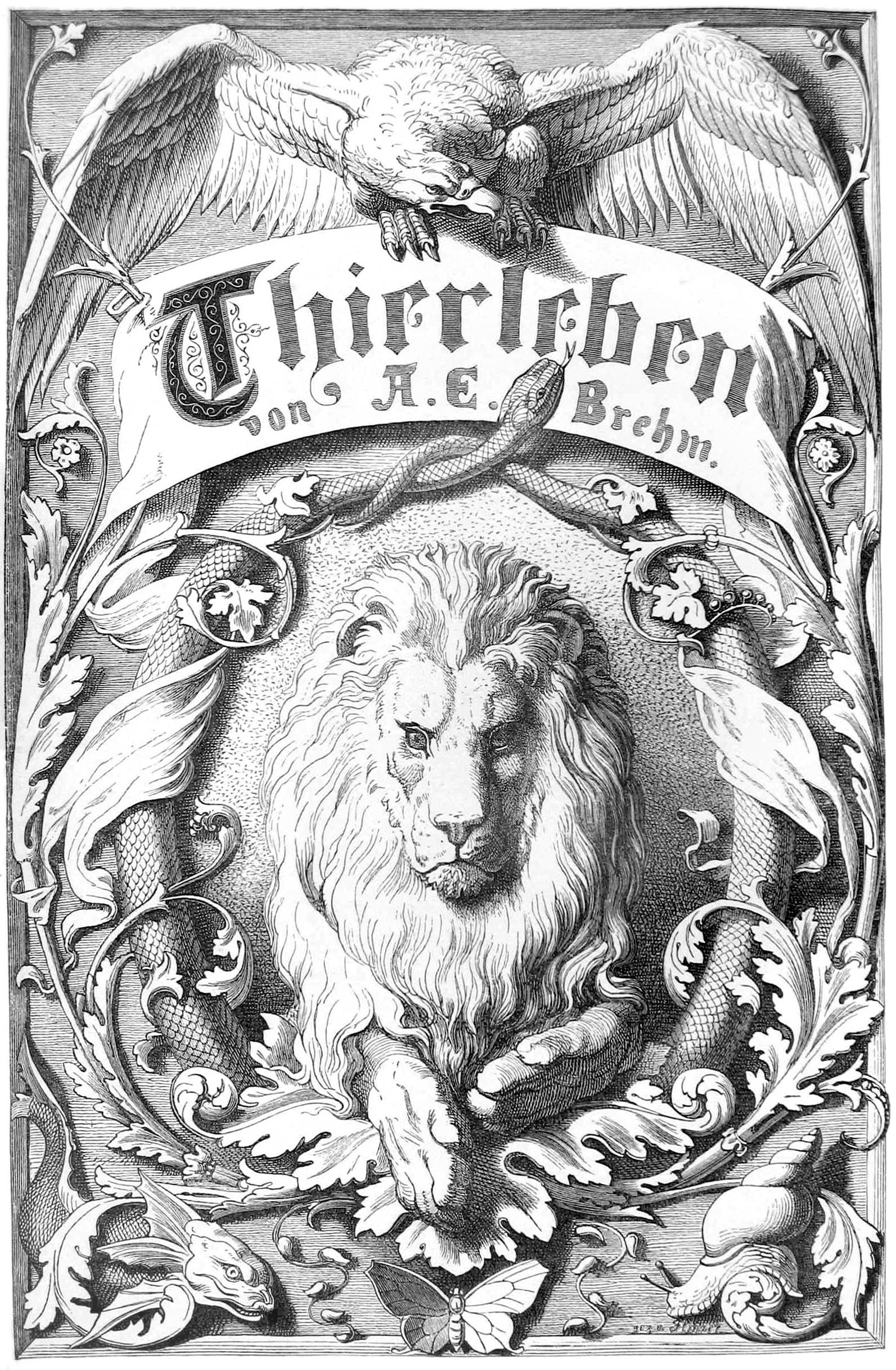
Première page de la deuxième édition de Brehms Tierleben de Fedor Flinzer (1832-1911)

Ses essais et comptes-rendus de voyage sur le monde animal connaissent un franc succès auprès d'une grande partie de la Bildungsbürgertum (de), la bourgeoisie cultivée de l'époque, si bien que l'éditeur Herrmann Julius Meyer (de) (1826-1909) lui commande en 1860 une vaste œuvre en plusieurs volumes sur le monde animal pour l’Institut bibliographique de Hildburghausen. Publiée sous le nom de Illustrirtes Thierleben (Vie des animaux illustrée) de 1864 à 1869, puis Brehms Thierleben (Vie des animaux selon Brehm) dans les éditions ultérieures, l’œuvre rend son auteur célèbre dans le monde entier. Bien que l’interprétation que fait Brehm du comportement des animaux soit de nos jours considérée comme erronée, l’œuvre reste néanmoins une référence. Les illustrations de la deuxième édition ont été réalisées par Gustav Mützel (1839-1893).
La vie de Brehm est riche en travaux écrits et en voyages de recherche et de conférence. Néanmoins, il accepte en 1862 sa nomination au poste de premier directeur du Parc zoologique de Hambourg, poste qu’il conserve jusqu’en 1867. Il s’installe ensuite à Berlin et y fait construire en 1869 un somptueux aquarium, où il travaille jusqu’au cours de l’année 1874.
Au cours de l’hiver 1883-1884, Brehm entreprend un voyage de conférence aux États-Unis. Peu avant son départ, ses quatre enfants vivant avec lui sont atteints de diphtérie. Brehm, veuf depuis 1878, décide malgré tout de faire le voyage, car il ne parvient pas à trouver l’argent nécessaire au paiement des frais d’annulation. À la fin du mois de janvier, il apprend la mort de son fils cadet. À cette souffrance morale s’ajoute alors la malaria, dont Brehm souffre depuis sa jeunesse passée en Afrique. Il rentre à Berlin le 11 mai 1884. Afin de trouver le calme, il s’installe à nouveau dans sa région natale près de Renthendorf, où il meurt le 11 novembre 1884. À cet endroit se trouve aujourd’hui le Mémorial Brehm (de). Un monument dédié à Brehm, créé par le sculpteur tyrolien Norbert Pfretzschner (de) (1850-1927), a été érigé à Altenbourg.

## Œuvres en allemand
- Reiseskizzen aus Nord-Ost-Afrika oder den unter egyptischer Herrschaft stehenden Ländern, Égypten, Nubien, Sennahr, Rosseeres und Kordofahn, gesammelt auf seinen in den Jahren 1847 bis 1852 unternommenen Reisen (F. Mauke, Iéna, 1855).
- Ergebnisse einer Reise nach Habesch, im Gefolge…  (O. Meissner, Hambourg, 1863).
- Die Thiere des Waldes geschildert von A. E. Brehm und E. A. Rossmässler…  (C. F. Winter, Leipzig et Heidelberg, 1864).
- Illustrirtes Thierleben. Eine allgemeine Kunde des Thierreichs. par Alfred Edmund Brehm, Eduard Oskar Schmidt, et Ernst Ludwig Taschenberg (de). 6 volumes. Hildburghausen, Bibliographisches Institut, 1864–1869.
- Brehms Tierleben (La Vie animale selon Brehm), illustré par Robert Kretschmer, 1891-1900 : voir en ligne

## Œuvres traduites en français
Collection :  Merveilles de la nature. L'homme et les animaux, J.B. Baillière et fils, Paris 
- Les Mammifères édition française par Z. Gerbe ;
- Les Oiseaux édition française par Z. Gerbe ;
- Les Reptiles et les Batraciens, 1889 édition française par H.-E. Sauvage ;
- Les Poissons et les Crustacés édition française : les poissons, par H.-E. Sauvage, les crustacés, par J. Künckel d'Herculais ;
- Les Insectes, les Myriapodes, les Arachnides et les Crustacés, 1882 édition française par J. Künckel d'Herculais ;
- Les Vers, les Mollusques, les Échinodermes, les Zoophytes, les Protozoaires et les Animaux des grandes profondeurs, 1884 édition française par A. T. de Rochebrune.

## Filmographie
- Alfred Brehm, un certain regard sur les animaux, docu-fiction allemand en deux parties de 52 min de Kai Christiansen, 2013.